# Fenin-Vilars-Saules
Fenin-Vilars-Saules es una localidad y antigua comuna suiza del cantón de Neuchâtel, situada en el distrito de Val-de-Ruz. Desde el 1 de enero de 2013 hace parte de la comuna de Val-de-Ruz.

## Historia
La comuna fue creada en 1875 tras la fusión de las localidades de Fenin, Vilars y Saules. Fenin fue mencionada por primera vez en 1191 como Finilis y Saule en 1269 como Sales. La comuna mantuvo su autonomía hasta el 31 de diciembre de 2012. El 1 de enero de 2013 pasó a ser una localidad de la comuna de Val-de-Ruz, tras la fusión de las antiguas comunas de Boudevilliers, Cernier, Chézard-Saitn-Martin, Coffrane, Dombresson, Engollon, Fenin-Vilars-Saules, Fontainemelon, Fontaines, Les Geneveys-sur-Coffrane, Les Hauts-Geneveys, Montmollin, El Pâquier, Savagnier y Villiers.

## Geografía
La antigua comuna limitaba al norte con la comuna de Engollon, al noreste con Savagnier, al sureste y sur con Neuchâtel, al suroeste con Valangin, y al noroeste con Fontaines.

## Demografía
En la siguiente tabla se muestra la evolución de la población histórica de la comuna:

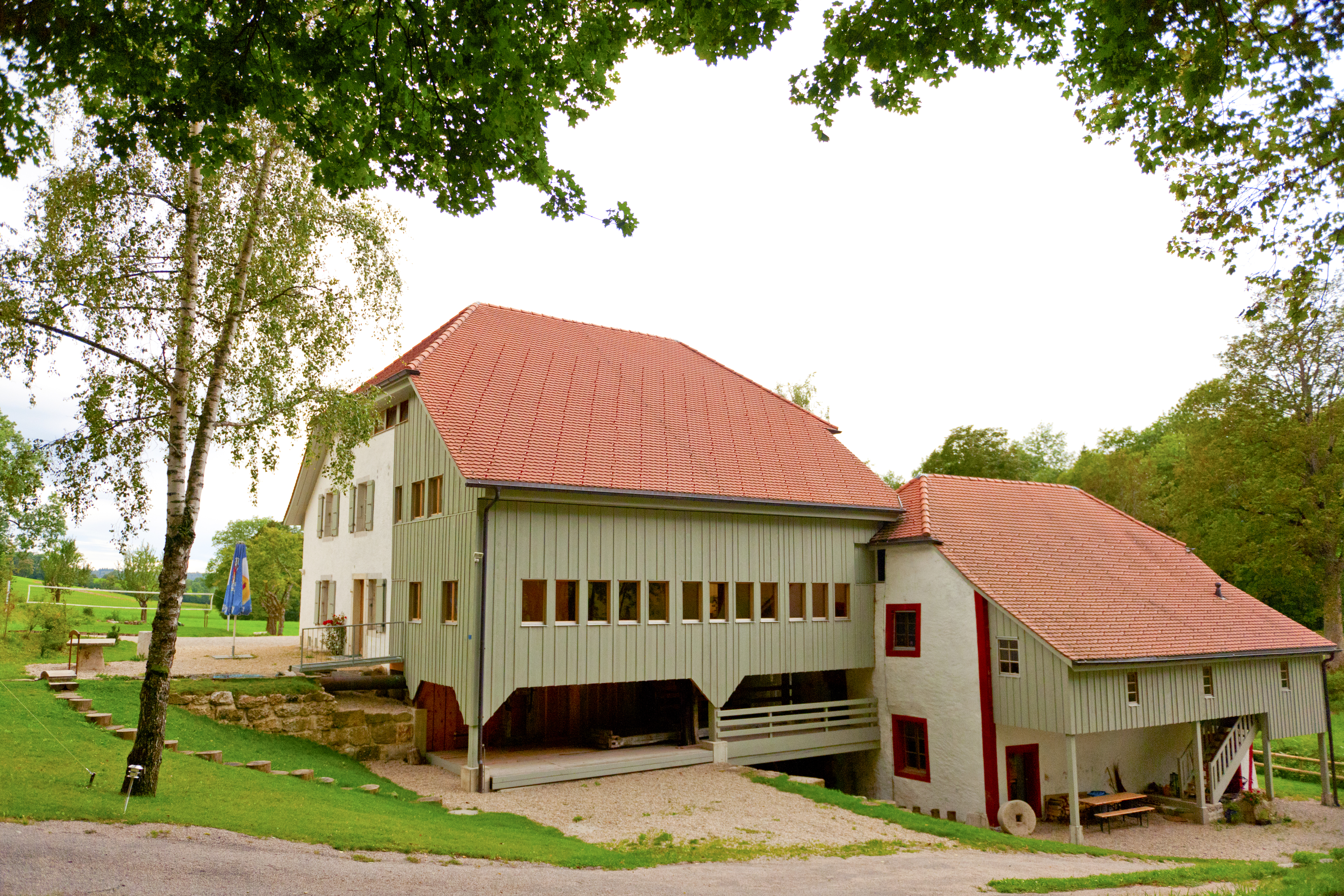
Molino de Bayerel, Fenin-Vilars-Saules.